# Calumma capuroni
Calumma capuroni is een hagedis uit de familie kameleons (Chamaeleonidae).

## Naam en indeling
De wetenschappelijke naam van de soort werd voor het eerst voorgesteld door Édouard Raoul Brygoo, Charles Blanc en Charles Domergue in 1972. De soortaanduiding capuroni is een eerbetoon aan de Franse botanicus René Capuron (1921 - 1971).

## Verspreiding en habitat
De soort is endemisch in Madagaskar en komt voor in het zuidoosten, in het heideachtig struikgewas van Madagaskar. De soort is ook te vinden in het Nationaal park Andohahela. De habitat bestaat uit vochtige tropische en subtropische bergbossen. De soort is aangetroffen op een hoogte van ongeveer 1400 tot 1920 meter boven zeeniveau.

## Beschermingsstatus
Door de internationale natuurbeschermingsorganisatie IUCN is de beschermingsstatus 'kwetsbaar' toegewezen (Vulnerable of VU).